# Elaphocephala iocularis
Elaphocephala iocularis är en svampart som beskrevs av Pouzar 1983. Elaphocephala iocularis ingår i släktet Elaphocephala och familjen Atheliaceae.   Inga underarter finns listade i Catalogue of Life.